# Futebol nos Jogos Pan-Americanos de 2007
O futebol nos Jogos Pan-Americanos de 2007 no Rio de Janeiro foram realizados entre os dias 14 e 27 de julho, para a competição masculina, e 12 e 26 de julho, para a feminina. Os locais de disputa foram os estádios do Maracanã, Engenhão, Centro Esportivo Miécimo da Silva e o Centro de Futebol Zico.

## Calendário
| Julho   | 12 | 13 | 14 | 15 | 16 | 17 | 18 | 19 | 20 | 21 | 22 | 23 | 24 | 25 | 26 | 27 | 28 | 29 | T |
| ------- | -- | -- | -- | -- | -- | -- | -- | -- | -- | -- | -- | -- | -- | -- | -- | -- | -- | -- | - |
| Futebol |    |    |    |    |    |    |    |    |    |    |    |    |    |    | 1  | 1  |    |    | 2 |

## Medalhistas
| Evento             | Ouro | Prata | Bronze |
| ------------------ | --- | --- | --- |
| Feminino detalhes  | Andréia Suntaque Simone Jatobá Aline Pellegrino Renata Costa Elaine Moura Rosana Augusto Daniela Alves Formiga Kátia Cilene Marta Silva Cristiane Silva Bárbara Barbosa Pretinha Maycon Tânia Maranhão Grazielle Nascimento Daiane Rodrigues Ester Santos BRA Brasil               | Alyssa Naeher Brittany Taylor Nikki Washington Kaley Fountain Teresa Noyola Nikki Marshall Casey Nogueira Lauren Cheney Jessica McDonald Michelle Enyeart Tobin Heath Kylie Wright Lauren Barnes Gina Dimartino Becky Edwards Lauren Wilmoth Kelley O'Hara Chantel Jones USA Estados Unidos | Karina Leblanc Kristina Kiss Melanie Booth Melissa Tancredi Andrea Neil Sasha Andrews Rhian Wilkinson Diana Matheson Candace Chapman Martina Franko Randee Hermus Christine Sinclair Amy Walsh Kara Lang Katie Thorlakson Brittany Timko Any Vermeulen Taryn Swiatek CAN Canadá                                                         |
| Masculino detalhes | Máximo Banguera Wilson Folleco Deison Méndez Roberto Castro Jefferson Pinto Hamilton Chasi Jesús Alcivar Jefferson Montero Edmundo Zura Alex Alcivar Fabricio Guevara Germán Vera Carlos Alfredo Harrinson Gómez Eduardo Bone Israel Chango Fidel Martínez Pablo Ochoa ECU Equador | Dwayne Miller Andrae Campbell Ajuran Brown Jermaine Jarrett Ricardo Cousins Eric Vernon Kemmar Daley James Thomas Edward Campbell Obrian Woodbine Duwayne Kerr Alanzo Adlam Dawyne Smith John-Ross Doyley Norman Bailey Damaine Thompson Troy Smith Draion McNain JAM Jamaica               | Sergio Javier Arias Christian Sánchez Marco Iván Pérez Hugo Ayala José Óscar Recio Alejandro Berber Raul Martínez Rodolfo Salinas Enrique Alejandro Esqueda Moises Adrián Velasco Emmanuel Cerda Aaron Fernández Ever Arsénio Gúzman José Jonathan Piña Eduardo Barron Mario Gallegos Jorge Emmanuel Torres Rodolfo del Real MEX México |

## Quadro de medalhas

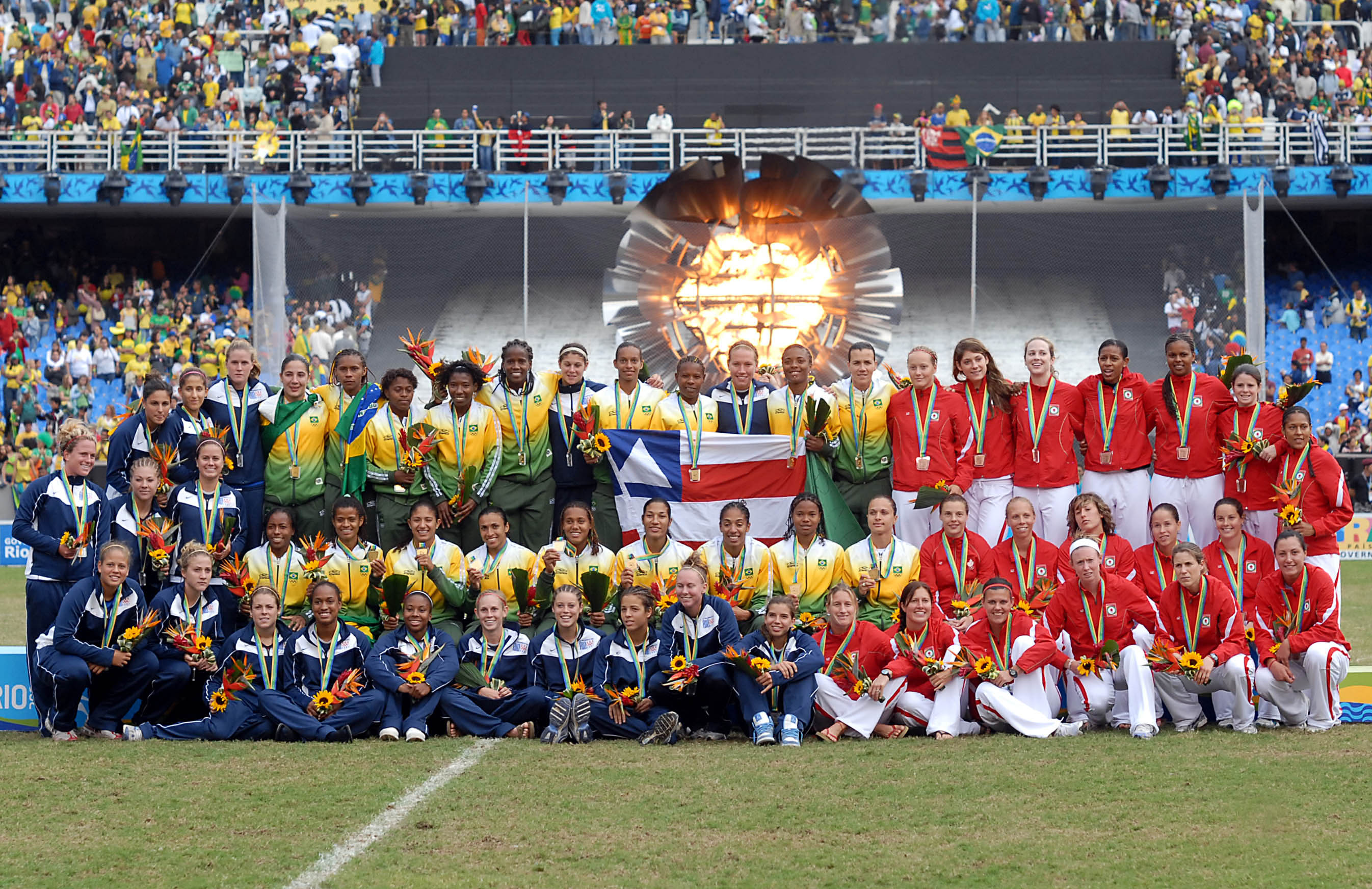
Equipes de Brasil, EUA e Canadá no pódio do torneio feminino de futebol dos Jogos Pan-Americanos de 2007

| Ordem | País               | Medalha de ouro | Medalha de prata | Medalha de bronze |   |
| ----- | ------------------ | --------------- | ---------------- | ----------------- | - |
| 1     | BRA Brasil         | 1               |                  |                   | 1 |
| 1     | ECU Equador        | 1               |                  |                   | 1 |
| 3     | JAM Jamaica        |                 | 1                |                   | 1 |
| 3     | USA Estados Unidos |                 | 1                |                   | 1 |
| 5     | CAN Canadá         |                 |                  | 1                 | 1 |
| 5     | MEX México         |                 |                  | 1                 | 1 |
| TOTAL | TOTAL              | 2               | 2                | 2                 | 6 |